# Polesella
Polesella là một đô thị ở tỉnh Rovigo ở vùng Veneto của Ý, có khoảng cách khoảng 70 km về phía tây nam của Venezia và khoảng 11 km về phía nam của Rovigo. Tại thời điểm ngày 31 tháng 12 năm 2004, đô thị này có dân số 4.128 người và diện tích là 16,6 km².
Đô thị Polesella có các frazioni (các đơn vị cấp dưới, chủ yếu là các làng) Botta, Ca'Peppina, Ponzilovo, Raccano, Rocca, và San Gaetano.
Polesella giáp các đô thị: Arquà Polesine, Bosaro, Canaro, Frassinelle Polesine, Guarda Veneta, Ro.